# Сланська Гута
Сланска Гута, Сланська Гута (словац. Slanská Huta) — село в окрузі Кошиці-околиця Кошицького краю Словаччини. Площа села 14,16 км². Станом на 31 грудня 2016 року в селі проживало 249 жителів. Протікає річка Требеля.

## Історія
Перші згадки про село датуються 1772 роком.

## Географія
Протікає Мілічський потік..

## Населення
| Рік:            | 1994. | 2004.    | 2014.    | 2024.   |
| --------------- | ----- | -------- | -------- | ------- |
| Кількість осіб: | 256   | 215      | 241      | 260     |
| Різниця:        |       | -16,01 % | +12,09 % | +7,88 % |

| Рік:            | 2023. | 2024.   |
| --------------- | ----- | ------- |
| Кількість осіб: | 252   | 260     |
| Різниця:        |       | +3,17 % |